# Amadou Dia
Amadou Tidiane Dia (Nantes, 8 giugno 1993) è un calciatore francese naturalizzato statunitense, di origini senegalesi, difensore del Louisville City.

## Biografia
Nasce a Nantes in Francia, possiede sia la cittadinanza francese sia quella statunitense.

## Carriera
Amadou Dia viene selezionato al Draft nel 2015 dallo Sporting Kansas City. Debutta professionisticamente l'8 marzo, contro i New York Red Bulls.Nel luglio 2016 passa al Montreal Impact. Utilizzato soltanto una volta, non gli viene rinnovato il contratto e rimane svincolato durante la stagione.
Il 9 giugno 2017 firma per i Phoenix Rising.

## Statistiche
Statistiche aggiornate al 31 dicembre 2020.
| Stagione                    | Squadra                     | Campionato                  | Campionato | Campionato | Coppe nazionali | Coppe nazionali | Coppe nazionali | Coppe continentali | Coppe continentali | Coppe continentali | Altre coppe | Altre coppe | Altre coppe | Totale | Totale |
| Stagione                    | Squadra                     | Comp                        | Pres       | Reti       | Comp            | Pres            | Reti            | Comp               | Pres               | Reti               | Comp        | Pres        | Reti        | Pres   | Reti   |
| --------------------------- | --------------------------- | --------------------------- | ---------- | ---------- | --------------- | --------------- | --------------- | ------------------ | ------------------ | ------------------ | ----------- | ----------- | ----------- | ------ | ------ |
| 2015                        | Sporting Kansas City        | MLS                         | 23         | 0          | USOC            | 4               | 0               |                    | -                  | -                  |             | -           | -           | 27     | 0      |
| 2016                        | Sporting Kansas City        | MLS                         | 10         | 0          |                 | -               | -               |                    | -                  | -                  |             | -           | -           | 10     | 0      |
| Totale Sporting Kansas City | Totale Sporting Kansas City | Totale Sporting Kansas City | 33         | 0          |                 | 4               | 0               |                    | -                  | -                  |             | -           | -           | 37     | 0      |
| 2016                        | Swope Park Rangers          | USL                         | 3          | 0          |                 | -               | -               |                    | -                  | -                  |             | -           | -           | 3      | 0      |
| 2016                        | Montréal Impact             | MLS                         | 1          | 0          |                 | -               | -               |                    | -                  | -                  |             | -           | -           | 1      | 0      |
| 2016                        | Montréal FC                 | USL                         | 2          | 0          |                 | -               | -               |                    | -                  | -                  |             | -           | -           | 2      | 0      |
| 2017                        | Phoenix Rising              | USL                         | 21+1       | 2          |                 | -               | -               |                    | -                  | -                  |             | -           | -           | 22     | 2      |
| 2018                        | Phoenix Rising              | USL                         | 31+4       | 0          | USOC            | 1               | 0               |                    | -                  | -                  |             | -           | -           | 36     | 0      |
| 2019                        | Phoenix Rising              | USLC                        | 31+2       | 2          | USOC            | 1               | 0               |                    | -                  | -                  |             | -           | -           | 34     | 2      |
| Totale Phoenix Rising       | Totale Phoenix Rising       | Totale Phoenix Rising       | 90         | 4          |                 | 2               | 0               |                    | -                  | -                  |             | -           | -           | 92     | 4      |
| 2020                        | Sporting K.C.               | MLS                         | 13+2       | -          |                 | -               | -               |                    | -                  | -                  |             | -           | -           | 15     | 0      |
| Totale Sporting Kansas City | Totale Sporting Kansas City | Totale Sporting Kansas City | 48         | 0          |                 | 4               | 0               |                    | -                  | -                  |             | -           | -           | 52     | 0      |
| Totale carriera             | Totale carriera             | Totale carriera             | 144        | 4          |                 | 6               | 0               |                    | -                  | -                  |             | -           | -           | 150    | 4      |

## Palmarès

### Competizioni nazionali
- Commissioner's Cup: 1

Phoenix Rising: 2019